# Clidemia octona
Clidemia octona là một loài thực vật có hoa trong họ Mua. Loài này được (Bonpl.) L.O. Williams mô tả khoa học đầu tiên năm 1963.

## Hình ảnh

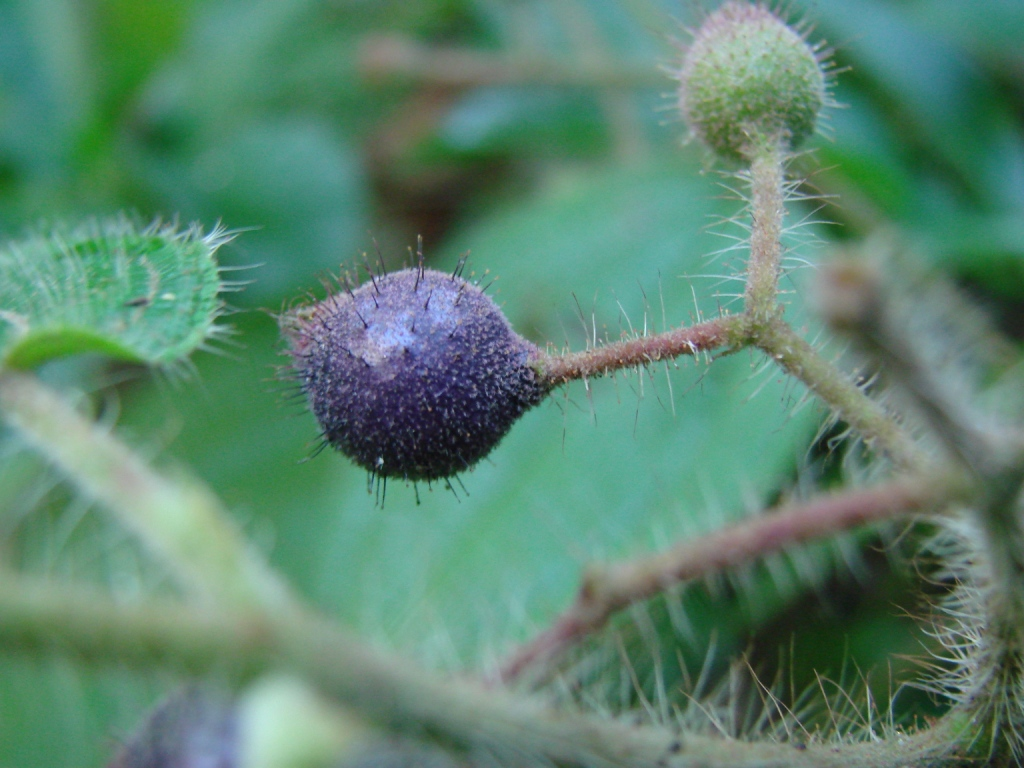
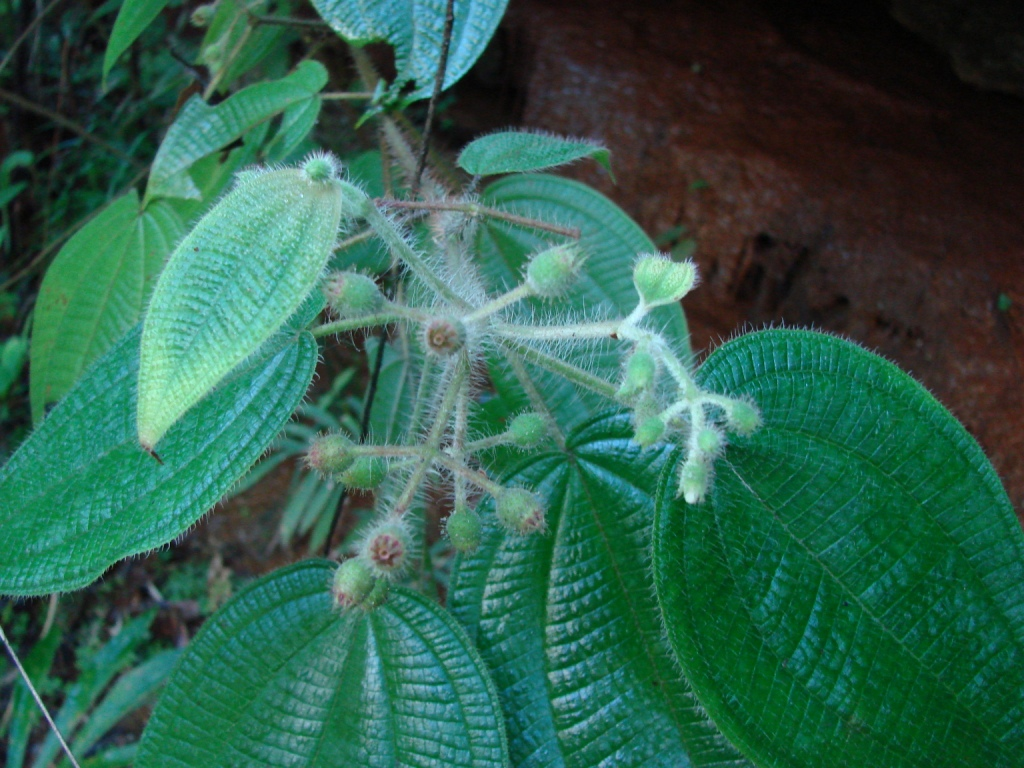